# 藤原貴弘
藤原 貴弘（ふじわら たかひろ、7月15日 - ）は、日本の男性声優。北海道札幌市出身。賢プロダクション所属。

## 経歴
以前はメディアフォースに所属していたが、2014年2月17日付けで賢プロダクションに移籍。

## 人物
趣味・特技は筋力トレーニング、料理、テレビゲーム、サッカー、UFOキャッチャー。

## 出演
太字はメインキャラクター。

### テレビアニメ
2011年
- BLEACH（隊士、作業員）
- 未来日記（12th イエロー）

2012年
- CØDE:BREAKER（組員）
- SKET DANCE（ヤンキー）
- バトルスピリッツ ソードアイズ（スティンガー、白スティンガー）
- めだかボックス（木）
- ヨルムンガンド（モコエナ、将軍、アラン） - 2シリーズ

2013年
- アイカツ!（警備員）
- アウトブレイク・カンパニー
- 宇宙兄弟（2013年 - 2014年、アンディ・タイラー、デーモン・コボル、管制官）
- 有頂天家族（親衛隊A）
- AKB0048 next stage（将軍）
- 銀河機攻隊 マジェスティックプリンス（シンイチロウ、シンジロウ、シンザブロウ、ヒデユキ、部下）
- THE UNLIMITED 兵部京介（エスパー兵士）
- ジョジョの奇妙な冒険（研究者C、ヤクザ、兵士B、一族）
- デュエル・マスターズ ビクトリーV3（大男）
- 凪のあすから（2013年 - 2014年、漁協組合員A、漁協組合員）
- 忍たま乱太郎（2013年 - 2020年、山賊頭、主人、ドクタケ忍者、山賊、宮本クサシ 他）
- はたらく魔王さま！（客男）
- 機巧少女は傷つかない（警備員A、山鳩）
- ミス・モノクローム -The Animation-（実況、村人A、ボクシング勧誘男、面接官A）
- 問題児たちが異世界から来るそうですよ?（不良C、クラーケン）

2014年
- アカメが斬る!（カルビ）
- ガイストクラッシャー（ベスブ）
- キャプテン・アース（セッター、マクベス社社員、グレート・ラメドス）
- 金田一少年の事件簿R（大越豊）
- 山賊の娘ローニャ（ボルガ山賊）
- ジョジョの奇妙な冒険 スターダストクルセイダース（2014年 - 2015年、船員B、店主、野次馬C、男A、親父 他）
- ディーふらぐ!（山田、明覚、毛呂）
- テラフォーマーズ（2014年 - 2016年、司令官、ボルジギーン・ドルヂバーキ） - 2シリーズ
- ドラえもん（テレビ朝日版第2期）（2014年 - 2017年、男、泥棒、家元、不良(2)、敵の侍 他）
- 曇天に笑う（犬飼善蔵）
- ノブナガ・ザ・フール（チャンドラ・グプタ、侍大将）
- 幕末Rock
- パックワールド（ティップ）
- ばらかもん（ケン太のお父さん、村人）
- ヒーローバンク（悪漢B）
- フューチャーカード バディファイト（2014年 - 2016年、毛村、天空忍者 闇鴉、如月斬月、第三の戦士 ドライダー、デスルーラー クリメイション、一角獣王 ジウン 他） - 2シリーズ
- 魔法科高校の劣等生（呂剛虎）
- 遊☆戯☆王ARC-V（2014年 - 2015年、室長、ボルドー）
- 妖怪ウォッチ（2014年 - 2015年、犯人、ネコ次郎）
- 六畳間の侵略者!?（悪霊）

2015年
- うしおととら（飛頭蛮 兄、妖怪A）
- ガンダムビルドファイターズトライ（グラナダ学園監督）
- 黒子のバスケ（根武谷永吉、白金監督）
- 攻殻機動隊 ARISE ALTERNATIVE ARCHITECTURE（ニグチ、看守）
- コンクリート・レボルティオ〜超人幻想〜（館内放送、課長）
- 聖剣使いの禁呪詠唱（管制員〈自衛隊員〉）
- 蒼穹のファフナー EXODUS（指揮官、鏑木充、機長）

2016年
- 甲鉄城のカバネリ（渡貫）
- 夏目友人帳 伍（どんぐり好きの妖怪）
- 僕のヒーローアカデミア（2016年 - 2024年、黒霧、フォースカインド） - 5シリーズ
- マクロスΔ（医者）

2017年
- 鬼平（高杉銀平）
- デジモンユニバース アプリモンスターズ（シャットモン、キャスター）
- ONE PIECE（2017年 - 2024年、キングバーム、ウミット、ラウリン、ハイファット、コンポ、バスカルテ、ドリー〈2代目〉 他）

2018年
- 剣王朝（鬼王、筋肉男）
- 銀河英雄伝説 Die Neue These 邂逅（フォーゲル、乗務員、評議員）
- スペースバグ（2018年 - 2019年、ゲロッパ将軍）
- からくりサーカス（2018年 - 2019年、ティンババティ）
- ラディアン（2018年 - 2019年、タジの父）

2019年
- 火ノ丸相撲（岩竜）
- おしりたんてい（2019年 - 2022年、クロザル、わにがわ）
- ドメスティックな彼女（主任教師）
- PSYCHO-PASS サイコパス 3（大石）

2020年
- プランダラ（パン屋のおじさん、軍人、八百屋のおじさん）
- ノー・ガンズ・ライフ（島津）
- ポケットモンスター（シジマ〈2代目〉）
- ヒーリングっど♥プリキュア（農家のおじさん）
- 進撃の巨人（2020年 - 2021年、おじさん、パンツァー隊、ロボフ）

2021年
- もっと!まじめにふまじめ かいけつゾロリ（老巡査）
- 新幹線変形ロボ シンカリオンZ（2021年 - 2022年、島ゴイチ、アマチュア無線家）
- SHAMAN KING（2021年 - 2022年、ビッグガイ・ビル）
- クレヨンしんちゃん（怪しい男）

2022年
- デュエル・マスターズ キング!（炎龍神ヴォルジャアク）
- BORUTO-ボルト- NARUTO NEXT GENERATIONS（フナムシ）
- キングダム（関常）
- 名探偵コナン（加納昭吾）
- BLEACH 千年血戦篇（ジェローム・ギズバット、鬼厳城剣八）

2023年
- EDENS ZERO（オーク）
- 『ヒプノシスマイク-Division Rap Battle-』Rhyme Anima +（百地銀牙）

2024年
- 戦国妖狐（断怪衆）
- 俺だけレベルアップな件（服役者）
- オーイ!とんぼ（つぶらのコーチ）

### 劇場アニメ
2012年
- 映画ベルセルク 黄金時代篇I 覇王の卵（ピピン）
- 映画ベルセルク 黄金時代篇II ドルドレイ攻略（ピピン）

2013年
- 映画ベルセルク 黄金時代篇III 降臨（ピピン）
- BAYONETTA Bloody Fate（勇気フォルティトゥード）

2014年
- パロルのみらい島（店主）
- 宇宙兄弟#0（ミラクルカー常務）
- 攻殻機動隊 ARISE border:3 Ghost Tears（ニグチ）

2015年
- 劇場版 境界の彼方 －I'LL BE HERE－未来篇（村人）
- UFO学園の秘密（鷹峰）

2016年
- 劇場版マジェスティックプリンス 覚醒の遺伝子（ヒデユキ・ヴァルナー・ミナミ）

2017年
- 劇場版 黒子のバスケ LAST GAME（根武谷永吉）

2018年
- 劇場版 マジンガーZ / INFINITY（防衛隊司令）

2020年
- 囀る鳥は羽ばたかない The clouds gather（義父）

2022年
- 映画ドラえもん のび太の宇宙小戦争 2021（地下メンバー）

### OVA
- 朝まで授業chu!（2012年、先生A）
- 問題児たちが異世界から来るそうですよ? 〜温泉漫遊記〜（2013年、男A） - 小説第8巻Blu-ray同梱版

### Webアニメ
- ポケットモンスター オメガルビー・アルファサファイア メガスペシャルアニメーション（2014年、ポケモン）
- ニンジャスレイヤー フロムアニメイシヨン（2015年、サカイエ家重）
- 範馬刃牙（2021年、看守）
- BASTARD!! -暗黒の破壊神-（2023年、ボル・ギル・ボル[19]）

### ゲーム
2013年
- 俺の妹がこんなに可愛いわけがない。 ハッピーエンド
- 百年戦記 ユーロ・ヒストリア
- メタルマックス4 〜月光のディーヴァ〜（ゴモド）

2014年
- はじめの一歩 THE FIGHTING!（マルコム・ゲドー）

2015年
- アウトディビジョン -刑徒隷僕区-（豊穣愛）
- 黒子のバスケ 未来へのキズナ（根武谷永吉）
- ゼルダの伝説 トライフォース3銃士（カールキング王）

2016年
- THE KING OF FIGHTERS XIV（大門五郎）
- 三國志13
- ベルセルク無双（ピピン）

2017年
- ザ・ロストチャイルド（クトゥグァ）
- ファイアーエムブレム Echoes もうひとりの英雄王（バルボ）
- マインクラフト:ストーリーモード シーズン2（アイバー 他）

2018年
- 名探偵ピカチュウ（ウォルター・エッカート）
- THE KING OF FIGHTERS ALLSTAR（大門五郎）

2019年
- キングダム ハーツIII（マシュマロウ）
- JUMP FORCE（ヴェノムズ）
- 北斗の拳 LEGENDS ReVIVE（コウリュウ、ハーン兄弟・ハズ）
- ファイアーエムブレム ヒーローズ（バルボ）
- ドラゴンクエストX いばらの巫女と滅びの神 オンライン（エントウ、大審門、パン、湖の魔獣ボルゲルグ）

2020年
- ファイナルファンタジーVII リメイク
- OCTOPATH TRAVELER 大陸の覇者
- ゼルダ無双 厄災の黙示録
- Apex Legends（レヴナント）

2021年
- 僕のヒーローアカデミア ULTRA IMPACT（黒霧）

2022年
- レゴ スター・ウォーズ：スカイウォーカー・サーガ
- タクティクスオウガ リボーン

2023年
- 超探偵事件簿 レインコード（神父）
- アーマード・コアVI ファイアーズオブルビコン

2024年
- 金色のガッシュベル!! 永遠の絆の仲間たち（バルトロ）
- グランブルーファンタジー リリンク
- ライブ・ア・ヒーロー!（ガンラン）
- ファイナルファンタジーVII リバース

### ドラマCD
- 百器徒然袋――雨  〜鳴釜〜 薔薇十字探偵の憂鬱（今井三草）
- ホイップノート
- 魔術師オーフェン しゃべる無謀編シリーズ（マクロイド 他）
- やじきた学園道中記（ヤクザ1）

### BLCD
- 妄想エレキテル4（春平）

### 吹き替え

#### 担当俳優
ダニー・トレホ
- 最強サイボーグX（マシンガン大尉）
- 最強ゾンビ・ハンター（イエズス神父）
- 沈黙の処刑軍団（コック）

#### 映画（吹き替え）
- ある神父の希望と絶望の7日間（リンチ）
- イコライザー（ギリー刑事）
- ヴァイキングダム（ソー〈コナン・スティーヴンス〉）
- ウィズネイルと僕（ジェイク）
- エクスペンダブルズ3 ワールドミッション（クラグ〈イヴァン・コスタディノフ〉）
- ガンズ&ゴールド（スターロ〈マット・ネイブル〉）
- キング・オブ・ヴァジュラ 金剛王（鉄幕雷）
- グランド・ブダペスト・ホテル（セルジュ・X〈マチュー・アマルリック〉）
- クレイジー・ドライブ（ボリス）
- SUSHI GIRL（寿司職人）
- スノーピアサー（ポール）
- バトル・オブ・バミューダトライアングル
- HICK ルリ13歳の旅（ボウ〈アレック・ボールドウィン〉）
- ブラック・ウォリアーズ オスマン帝国騎兵隊（ムラト2世）
- プリズン・ダウン（アイヴァン〈ヴィニー・ジョーンズ〉）
- マラヴィータ（ロッコ）
- ライド・アロング〜相棒見習い〜（質屋男）
- ラスト・エスケイプ（セルダン〈セルダール・アタカン〉）
- ラストベガス（用心棒）
- ラブ・パンチ（ジェリー〈ティモシー・スポール〉）
- リディック: ギャラクシー・バトル（ディアス〈デイヴ・バウティスタ〉）
- REC/レック3 ジェネシス（アトゥン）
- ローン・サバイバー（フランキー）

#### ドラマ
- iCarly（ロイ）
- いばらの鳥（クォン監督）
- 宇宙船レッド・ドワーフ号（ベッグリーダー〈スティーヴン・ウィッカム〉）
- グッバイマヌル〜僕と妻のラブバトル（会長、ジュンス）
- 項羽と劉邦 King's War（雍歯）
- 孔子（公西華）
- ザ・フォロイング（ダニー）
- サンズ・オブ・アナーキー（ボビー・マンソン〈マーク・ブーン・ジュニア〉）
- CSI:科学捜査班（クロフォード）
- 水滸伝 All Men Are Brothers（劉唐、鄭、蒋門神）
- 天命（ク・ドクパル）
- トライアングル（タク・チェゴル）
- パダムパダム〜彼と彼女の心拍音〜（チャング）
- HUNTED/ハンテッド（ディーコン・クレイン〈アドウェール・アキノエ＝アグバエ〉）
- ポセイドン（カン・ジュミン）
- 屋根部屋のプリンス（パク・ハノチチ）

#### アニメ
- アナと雪の女王（マシュマロウ）
- アナと雪の女王 エルサのサプライズ（マシュマロウ）
- アルティメット・スパイダーマン（グリーンゴブリン）
- OK K.O.! めざせヒーロー（ボックスマン伯爵）
- ガーディアンズ・オブ・ギャラクシー（サノス）
- サバンナ・アドベンチャー（パンゴ）
- SING/シング（ハリー）
- スポンジ・ボブ 海のみんなが世界を救Woo!（カモメ5）
- なんだかんだワンダー（アウトレージ）
- フランケンウィニー（店主）
- ヤング・ジャスティス（ヴァンダル・サヴェージ）

### 特撮
- 仮面ライダーゴースト（2015年、刀眼魔の声）

### 映画
- テルマエ・ロマエII（2014年、ローマ人の声）

### 舞台
- LAND MINE GIRL（安良田拓）
- 月影（神代鉄生）
- みるいんでぷちゅ（犯人）

### デジタルコミック
- VOMIC BLEACH

## ディスコグラフィ

### キャラクターソング
| 発売日       | 商品名                         | 歌           | 楽曲               | 備考                                 |
| ------------ | ------------------------------ | ------------ | ------------------ | ------------------------------------ |
| 2014年3月5日 | ミンナノナマエヲイレテクダサイ | 魔の十四楽団 | 「漢気フルコンボ」 | テレビアニメ『ディーふらぐ！』関連曲 |

### シリーズ一覧
1. ↑  第1期（2012年）、第2期『PERFECT ORDER』（2012年）
2. ↑  第1期（2014年）、第2期『リベンジ』（2016年）
3. ↑  第1期（2014年 - 2015年）、第2期『100』（2015年 - 2016年）
4. ↑  第1期（2016年）、第2期（2017年）、第3期（2018年）、第4期（2020年）、第5期（2021年）、第7期（2024年）

### ユニットメンバー
1. ↑  小田原（稲田徹）、明覚（藤原貴弘）、松久・児玉（西山宏太朗）、折原（後藤ヒロキ）、竹沢・金子（岩瀬周平）、拝島（高橋栄一）、高麗川（松田健一郎）